# Double Face (téléfilm, 1985)
Pour les articles homonymes, voir Double Face.
Pour plus de détails, voir Fiche technique et Distribution.
Double Face est un téléfilm français réalisé par Serge Leroy tourné en 1985.

## Fiche technique
- Titre : Double Face
- Réalisateur : Serge Leroy
- Scénariste : Richard Morgiève, Charles K. Eiser
- Musique du film : Juan José Mosalini
- Pays d'origine : France

## Distribution
- Catherine Alric : Clo
- Bernard-Pierre Donnadieu : Ring / Jean-Jean
- Maïwenn Le Besco : la fillette
- Sophie Ladmiral : Nana
- Pascale Roberts : Ida
- Monique Chaumette : la mère de Ring
- Catherine Belkhodja
- Christian Bouillette : le sous-officier
- Nicolas Tronc
- Alain Courivaud
- Michel Tugot-Doris
- Luc Florian : Falstaff